# Familjen Anderssons sjuka jul
Familjen Anderssons sjuka jul var Sveriges radios julkalender 1998, och är baserad på Suneserien av Anders Jacobsson och Sören Olsson. Den gavs 1998 också ut som bok, då under titeln Sune och familjen Anderssons sjuka jul. Även i julkalendern Håkan Bråkan från 2003 blir Karin sjuk, och handlingen i den TV-serien är baserad på radioserien/boken Familjen Anderssons sjuka jul.

## Handling
Vid frukostbordet blir Sunes mamma konstig, klipper av pappas slips och stoppar den i brödrosten. Hon är utarbetad, och behöver vila på sjukhus. Pappa får nu sköta hemmet ensam, samtidigt som han har ett jobb att sköta (vilket kallas "momsredovisningsprogrammet"). Sune, Anna och Håkan tycker inte han är jordens mest praktiska och effektiva människa. Ingen vet dock vad lilla bebisen Isabelle tycker, då det redan är besvärligt att hon är "blöjbajsmästare".
Serien berömdes bland annat för att ta upp ämnet att julen firas till minne av Jesu födelse.

## Papperskalender

Papperskalendern

Papperskalendern ritades av Magnus Carlsson och visar familjen Andersson och en läkare i en sjukhuskorridor, prydd med diverse julpynt. Karin sitter i en rullstol som är på väg att börja rulla nerför trappan.

## Utgivningar
Musik och sketcher från kalendern gavs ut på CD samma år på skivmärket Bolero, inklusive en singel med Linda Östergren.

### Fotnoter
1. ↑  ”Familjen Anderssons sjuka jul”. Svensk mediedatabas. 10 mars 1998. http://smdb.kb.se/catalog/search?q=%22Familjen+Anderssons+sjuka+jul%22+typ%3Aradio&sort=OLDEST. Läst 5 april 2011.
2. ↑  ”Sune och familjen Anderssons sjuka jul” (på engelska). Worldcat. 10 mars 1998. https://www.worldcat.org/title/sune-och-familjen-anderssons-sjuka-jul/oclc/186530888&referer=brief_results. Läst 29 mars 2015.
3. ↑  Åsa Hagenblad (16 maj 2005). ”Åsa Hagenblad läser Håkan Bråkan”. Sydsvenskan. http://www.sydsvenskan.se/arkiv/reportage/asa-hagenblad-laser-hakan-brakan/. Läst 29 mars 2015.
4. ↑  ”Familjen Anderssons sjuka jul”. Sveriges Radio. http://sverigesradio.se/barn/julkalendrar/1998.stm. Läst 6 april 2015.
5. ↑  Anna Bergek (18 december 1998). ”Jultipset”. Dagens nyheter. Arkiverad från originalet den 27 januari 2016. https://web.archive.org/web/20160127154846/http://www.dn.se/arkiv/kultur/jultipset-4. Läst 30 november 2015.
6. ↑  ”Radio, 1998: Familjen Anderssons sjuka jul”. Julkalendrar. 10 mars 1998. Arkiverad från originalet den 27 oktober 2014. https://web.archive.org/web/20141027033911/http://helgo.net/emma/julkalendrar.php?y=1998&t=radio. Läst 2 april 2011.
7. ↑  ”Familjen Anderssons sjuka jul : musik och sketcher från Sveriges radios julkalender med Sune och hans familj”. Svensk mediedatabas. 10 mars 1998. http://smdb.kb.se/catalog/id/001518598. Läst 5 april 2011.
8. ↑  ”Familjen Anderssons sjuka jul : musik och sketcher från Sveriges Radios julkalender med Sune och hans familj / Sören Olsson, Anders Jacobsson”. Svensk mediedatabas. 10 mars 1998. http://smdb.kb.se/catalog/id/001543196. Läst 5 april 2011.
9. ↑  ”Familjen Anderssons sjuka jul ; Nu kommer julen / Linda Östergren”. Svensk mediedatabas. 10 mars 1998. http://smdb.kb.se/catalog/id/001519203. Läst 5 april 2011.